# A Ceifa
A Ceifa é um óleo sobre madeira da autoria do pintor português Silva Porto. Pintado em 1884(?) e mede 37,5 cm de altura e 56 cm de largura.
A pintura pertence à Casa Museu Anastácio Gonçalves de Lisboa.